# Metopius pocksungi
Metopius pocksungi là một loài tò vò trong họ Ichneumonidae.